# Tomoka Kurokawa
Tomoka Kurokawa (黒川智花?, Kurokawa Tomoka; Tokyo, 1º agosto 1989) è un'attrice giapponese.
Ha iniziato a recitare a partire dai primi anni 2000, per distinguersi sempre più per i ruoli svolti in film e dorama popolari. 

## Filmografia

### Televisione
- 2012: Umechan Sensei
- 2011: Doctors Saikyou no Meii
- 2011: Jin (manga) 2
- 2011: Jotei Kaoruko
- 2010: Bloody Monday (serie televisiva) 2 - Hibiki
- 2009: Saru Lock
- 2009: Shōkōjo Seira
- 2008: Mirai Koshi Meguru
- 2007: Meitantei Conan - Kudō Shin'ichi no fukkatsu! - Kuro no soshiki to no confrontation - Ran Mouri
- 2007: Team Medical Dragon 2
- 2007: Kikujiro to Saki 3
- 2007: Kanojo to no Tadashii Asobikata
- 2007: My Sweet Home
- 2007: Sexy Voice and Robo - epi 5
- 2006: Kimi ga Hikari wo Kureta
- 2006: Meitantei Conan 10 shūnen drama special - Kudō Shin'ichi e no chōsenjō - Sayonara made no prologue - Ran Mouri
- 2006: Teru Teru Ashita
- 2006: Gachi Baka! - Kana Morimoto
- 2006: Satomi Hakkenden
- 2005: Ima Ai ni Yukimasu
- 2005: Ame to Yume no Ato ni
- 2004: San nen B-gumi Kinpachi-sensei 7
- 2004: Denchi ga Kireru Made
- 2004: Tōbōsha
- 2003: Kokoro
- 2002: Ai Nante Irane Yo, Natsu

### Cinema
- 2006: Hatsu Kare
- 2005: 8.1
- 2005: Gekijōban Naruto: Daigekitotsu! Maboroshi no chitei iseki dattebayo - voce
- 2004: Kagen no tsuki (film)